# Acanthermia juvenis
Acanthermia juvenis är en fjärilsart som beskrevs av William Schaus 1911. Acanthermia juvenis ingår i släktet Acanthermia och familjen nattflyn. Inga underarter finns listade i Catalogue of Life.